# Championnat de Zambie de football 1993
Navigation
Saison précédente Saison suivante
La saison 1993 du Championnat de Zambie de football est la trente-deuxième édition de la première division en Zambie. Les seize meilleures équipes du pays sont regroupées au sein d'une poule unique où elles s'affrontent deux fois, à domicile et à l'extérieur. En fin de saison, les quatre derniers du classement sont relégués et remplacés par les quatre premiers de Zambian Second Division, la deuxième division zambienne.
C'est le Nkana Red Devils, tenant du titre, qui remporte à nouveau le championnat cette saison après avoir terminé en tête du classement, avec une meilleure différence de buts que le Power Dynamos FC, les deux clubs ayant fini ex aequo à la première place. Roan United FC complète le podium, à six points du duo de tête. C'est le 9e titre de champion de Zambie de l'histoire du club.
Le vainqueur du championnat se qualifie pour la Coupe des clubs champions africains tandis que le vainqueur de la Coupe de Zambie obtient son billet pour la Coupe des Coupes. Le meilleur club non qualifié pour les deux compétitions participe à la prochaine édition de la Coupe de la CAF.

## Les clubs participants
| - Nkana Red Devils - Power Dynamos FC - Mufulira Wanderers FC - Kalulushi FC - Profund Warriors FC - Nchanga Rovers FC - Konkola Blades FC - Chambishi FC | - Ndola United FC - Zanaco FC - Zamsure FC - Forest Rangers FC - Roan United FC - Rail Express FC - Kabwe Warriors FC - City of Lusaka FC |

## Compétition
Le barème de points servant à établir les classements se décompose ainsi :
- Victoire : 3 points
- Match nul : 1 point
- Défaite : 0 point

### Classement
| Rang | Équipe                | Pts | J  | G  | N  | P  | Bp | Bc | Diff |
| ---- | --------------------- | --- | -- | -- | -- | -- | -- | -- | ---- |
| 1    | Nkana Red Devils TC   | 60  | 30 | 16 | 12 | 2  | 59 | 24 | +35  |
| 2    | Power Dynamos FC      | 60  | 30 | 17 | 9  | 4  | 57 | 29 | +28  |
| 3    | Roan United FC        | 54  | 30 | 14 | 12 | 4  | 47 | 28 | +19  |
| 4    | Mufulira Wanderers FC | 50  | 30 | 13 | 11 | 6  | 37 | 22 | +15  |
| 5    | Zanaco FC             | 45  | 30 | 13 | 6  | 11 | 32 | 39 | -7   |
| 6    | Kabwe Warriors FC     | 42  | 30 | 10 | 12 | 8  | 38 | 33 | +5   |
| 7    | Nchanga Rovers FC     | 41  | 30 | 10 | 11 | 9  | 33 | 37 | -4   |
| 8    | Zamsure FC            | 38  | 30 | 10 | 8  | 12 | 22 | 27 | -5   |
| 9    | Forest Rangers FC     | 36  | 30 | 8  | 12 | 10 | 31 | 32 | -1   |
| 10   | Rail Express FC       | 35  | 30 | 10 | 5  | 15 | 28 | 43 | -15  |
| 11   | Kalulushi FC          | 34  | 30 | 8  | 10 | 12 | 34 | 36 | -2   |
| 12   | Konkola Blades FC     | 33  | 30 | 7  | 12 | 11 | 42 | 48 | -6   |
| 13   | Profund Warriors FC   | 30  | 30 | 7  | 9  | 14 | 34 | 41 | -7   |
| 14   | City of Lusaka FC     | 30  | 30 | 8  | 6  | 16 | 30 | 38 | -8   |
| 15   | Chambishi FC          | 28  | 30 | 5  | 13 | 12 | 28 | 35 | -7   |
| 16   | Ndola United          | 17  | 30 | 7  | 6  | 17 | 28 | 56 | -28  |

|  | Qualification pour la Coupe des clubs champions africains 1994 |
|  | Qualification pour la Coupe des Coupes 1994                    |
|  | Qualification pour la Coupe de la CAF 1994                     |
|  | Relégation directe en Second Division                          |
|  | T : Tenant du titre C : Vainqueur de la Coupe de Zambie        |

## Bilan de la saison
| Championnat de Zambie de football 1993   |                             |
| Champion                                 | Nkana Red Devils (9e titre) |
| Coupes et trophées                       |                             |
| Vainqueur de la Coupe de Zambie 1993     | Nkana Red Devils            |
| Qualifications continentales             |                             |
| Coupe des clubs champions africains 1994 | Nkana Red Devils            |
| Coupe des Coupes 1994                    | Power Dynamos FC            |
| Coupe de la CAF 1994                     | Roan United FC              |
| Promotions et relégations                |                             |
| Promus en Premier League                 | ZESCO United FC             |
| Promus en Premier League                 | Lusaka Dynamos FC           |
| Promus en Premier League                 | Circuit Chiefs FC           |
| Promus en Premier League                 | Zamtel FC                   |
| Relégués en Second Division              | Profund Warriors FC         |
| Relégués en Second Division              | City of Lusaka FC           |
| Relégués en Second Division              | Chambishi FC                |
| Relégués en Second Division              | Ndola United                |